# Лоихинг
Лоихинг (њем. Loiching) општина је у њемачкој савезној држави Баварска. Једно је од 15 општинских средишта округа Динголфинг-Ландау. Према процјени из 2010. у општини је живјело 3.560 становника. Посједује регионалну шифру (AGS) 9279124.

## Географски и демографски подаци
Лоихинг се налази у савезној држави Баварска у округу Динголфинг-Ландау. Општина се налази на надморској висини од 385 метара. Површина општине износи 38,9 km². У самом мјесту је, према процјени из 2010. године, живјело 3.560 становника. Просјечна густина становништва износи 91 становника/km².